# Borovo Polje
Borovo Polje (en serbe cyrillique : Борово Поље) est un village de Bosnie-Herzégovine. Il est situé dans la municipalité de Modriča et dans la république serbe de Bosnie. Selon les premiers résultats du recensement bosnien de 2013, il compte 189 habitants.